# Хилл, Николь (гимнастка)
Николь Хилл (англ. Nicole Hill) — британская гимнастка, выступающая в художественной гимнастике. Представляет сборную Великобритании на национальных и международных соревнованиях. Тренируется в клубе Fylde Coast Rhythmic Gymnastic Academy под руководством Аны Блэкберн (Ana Blackburn).

## Биография и карьера
Николь Хилл начала заниматься художественной гимнастикой в раннем возрасте ( с 4х лет). 

### Юниорская карьера (2022-2023)
В 2022 году Хилл вошла в состав юниорской сборной Великобритании и выступила на чемпионате Европы по художественной гимнастике в Тель-Авиве. Вместе с Мелиссой Тома и Елизаветой Андреевой она представляла страну в юниорской категории. Лучший результат Хилл показала в упражнении с лентой — 18-е место в квалификации с оценкой 23,850, что стало лучшим результатом среди британских юниоров в этом виде.
В 2022 году она также участвовала в турнире Rhythmic Excellence, представляя клуб Evolution.
В 2023 году Хилл завоевала золотую медаль на чемпионате Великобритании в многоборье (All-Around) среди юниоров, а также бронзовую медаль в упражнении с мячом на турнире British Open apparatus.

### Сеньорская карьера (2024-настоящее время)
В 2024 году Николь Хилл перешла в категорию сеньоров. Её дебют состоялся на чемпионате Англии по художественной гимнастике, где она показала следующие результаты в отдельных видах: обруч - 28,250 баллов, мяч - 24,450 баллов, булавы - 26,350 баллов, лента - 23,800 баллов.
На чемпионате Англии 2024 года она завоевала серебряную медаль в упражнении с лентой и бронзовые медали в упражнениях с мячом и обручем. Также она получила бронзовую медаль в упражнении с булавами на турнире British Open apparatus 2024.
В июле 2024 года Хилл выступила на чемпионате Великобритании, где завоевала бронзовую медаль в финале многоборья, продемонстрировав стабильные выступления во всех видах программы.
В 2025 году Николь Хилл была включена в Программу производительности сборной Великобритании по художественной гимнастике (GBR Rhythmic Performance Programme), что подтверждает её статус одной из ведущих гимнасток страны. Она регулярно участвует в тренировочных сборах национальной команды и международных соревнованиях.
В начале 2025 года она приняла участие в международных турнирах в Стамбуле («Bosporus Cup»), где вышла в финалы с мячом и булавами, и в Софии (International Tournament Sofia Cup), где также вышла в финал.
На турнире British Open apparatus 2025 Хилл завоевала золотую медаль в упражнении с булавами и серебряные медали в упражнениях с мячом и лентой.
В мае 2025 года Николь Хилл была включена в состав сборной Великобритании для участия в чемпионате Европы по художественной гимнастике, прошедшего 4-8 июня 2025 года в Таллине, Эстония.
В июле 2025 года на чемпионате Великобритании Николь завоевала 2 место. Результаты: Мяч - 24,300 - Золото. Булавы - 23,050 - Золото. Обруч - 25,300 - Серебро. Лента - 22,500- Серебро 

## Спортивные достижения

### Участие в международных соревнованиях

| Год  | Соревнование                    | Место проведения     | Снаряд                   | Результат                 |
| ---- | ------------------------------- | -------------------- | ------------------------ | ------------------------- |
| 2022 | Чемпионат Европы                | Тель-Авив            | Лента                    | 18-е место (квалификация) |
| 2024 | Международный турнир (Стамбул)  | Турция               | Мяч, Булавы              | Финалистка                |
| 2025 | Международный турнир (София)    | Болгария             | Мяч, Обруч               | Финалистка                |
| 2025 | Международный турнир (Портимао) | Португалия           | Мяч, Обруч               | Финалистка                |
| 2025 | Чемпионат Европы                | Таллинн. Эстония     | Мяч, Обрач Булавы, Лента | Квалификация              |
| 2025 | Мировой Кубок вызова            | Клуж-Напока. Румыния | Мяч, Обрач Булавы, Лента | предстоит                 |

## Характеристика
Николь Хилл известна своей элегантностью и артистизмом. Её техническое мастерство и художественное исполнение отмечаются тренерами и экспертами, что делает её одной из перспективных спортсменок страны. Она активно делится моментами тренировок и выступлений в социальных сетях, вдохновляя молодых гимнасток.

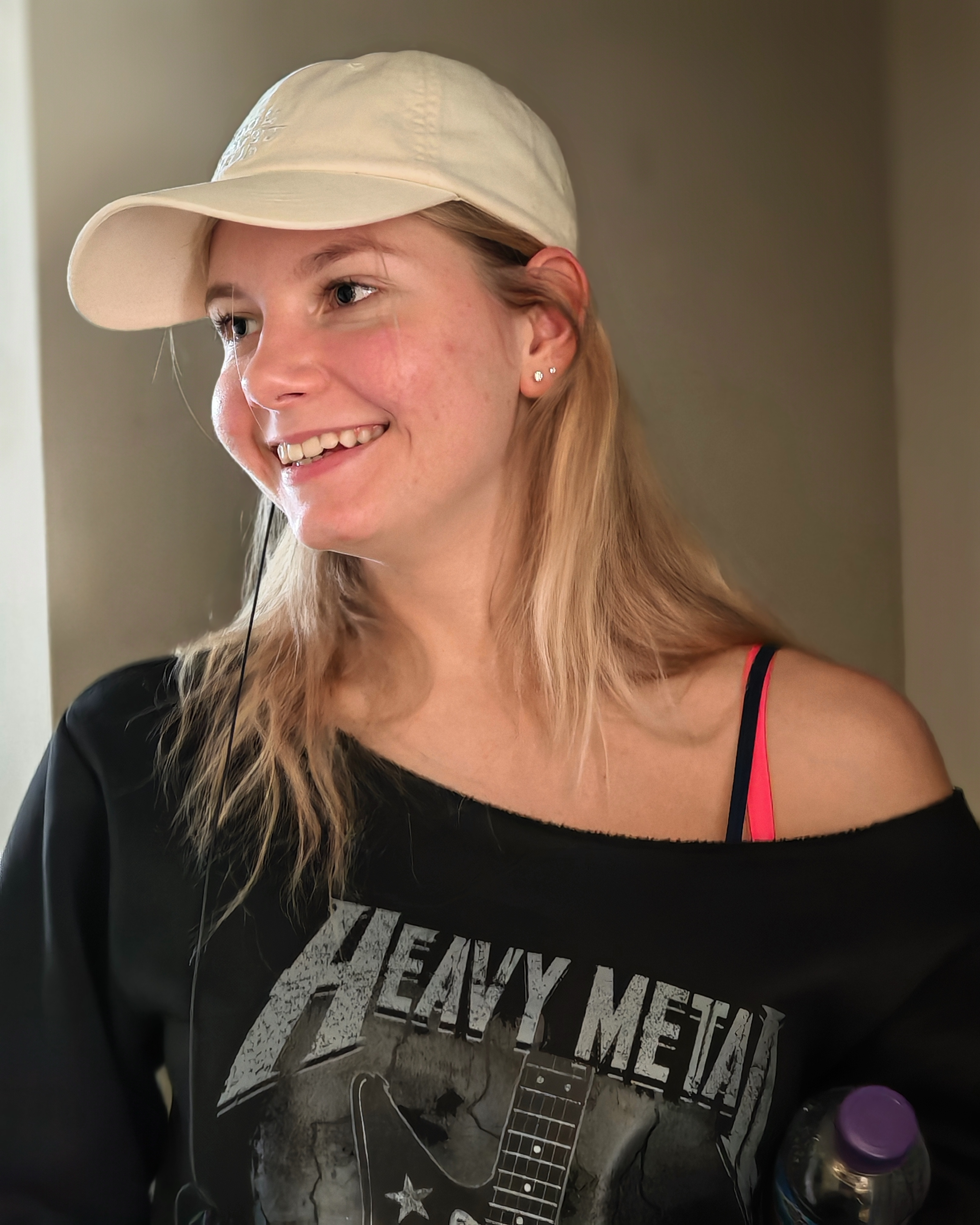